# دوروثيا ميتزل جوهانسون
دوروثيا ميتزل جوهانسون (بالألمانية: Dorothea Maetzel-Johannsen) (من مواليد 6 فبراير عام 1886 في لينسان- والمُتوفاة في 8 فبراير 1930 في هامبورغ) هي رسامة طليعية ألمانية.

## سيرتها الذاتية
ذهبت دوروثيا جوهانسن إلى مدرسة التجارة في هامبورج للبنات، ثم عملت كمعلمة في شليسفيغ حتى عام 1910 عندما تزوجت من المهندس المعماري والرسام إميل ميتزل. وباعتبارها امرأة متزوجة، لم يعد يُسمح لها بالعمل كمعلمة في الإمبراطورية الفلمينية، وكان عليها أن تتخلى عن الوظيفة.
أنجبت جوهانسون أربعة أطفال: روث 1911 وبوغميل 1913 وبيتر 1915 ومونيكا 1917
تُوفيت ميتزل جوهانسون في 8 فبراير 1930 عن عمر يناهز 44 عامًا بعد إجراء عملية جراحية لقصور عضلة القلب. يقع ضريح ميتزل جوهانسون وزوجها في مقبرة أولسدورف، بلانكادرا (بالقرب من الكنيسة رقم 1).

## حياتها المهنية
سافرت ميتزل جوهانسون بين 1911 و1918 مرارًا وتكرارًا إلى برلين. وخلال الحرب العالمية الأولى، أخذت ميتزل جونسون دروسًا على يد لوفيس كورينث. أسست ميتزل جوهانسون مع زوجها بعد الحرب معرض هامبورغ.
انتقلت ميتزل جوهانسون في عام 1921 إلى الاستوديو الخاص بها في هامبورغ. حيث شددت على التأثير السطحي للرسومات بقوة أكبر، كما اهتمت في الوقت نفسه بالموضوعية الجديدة، التي بدأت بالانتشار في جميع أنحاء ألمانيا في منتصف العشرينات.
وفي عام 1923، كُلفت ميتزل جوهانسون برسم بعض الرسومات الجدارية في كونستهالي هامبورغ. بقيت ميتزل جوهانسون في باريس وشارتر في عام 1925 لمدة ستة أشهر. اكتسبت جوهانسون في فرنسا مجموعة متنوعة من الأفكار الجديدة لتنفيذها في ألمانيا، والتي استخدمتها في السنوات الخمس الأخيرة من عملها.
عملت ميتزل جوهانسون في عام 1930، على تصميم لرسم لوحة السقف في القبة الفلكية في هامبورغ، لكنها توفيت قبل تنفيذ التصميم.

## المعارض
- 1926 معرض مشترك مع النحات فريدريش ويلد، همبرغ كونستال
- 1958 «اميل ميتزيل - دوروثيا ميتزيل جوهانسون» ، كونستفيرين هامبورغ
- معرض المجتمع 2016. التعاطف والتجريد. حداثة المرأة في ألمانيا. قاعة بيليفيلد للفنون

## معرض الصور

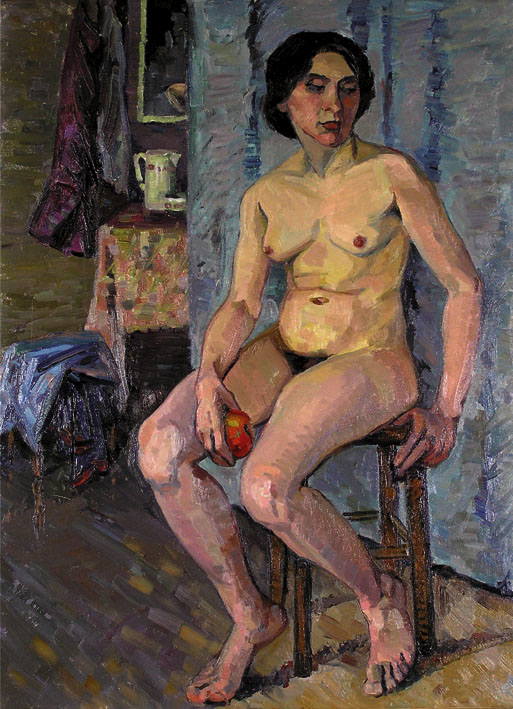
أنثى تجلس عارية ، 1913
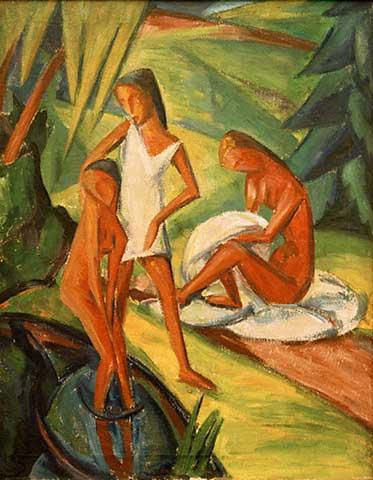
ثلاث فتيات من الماء، 1918
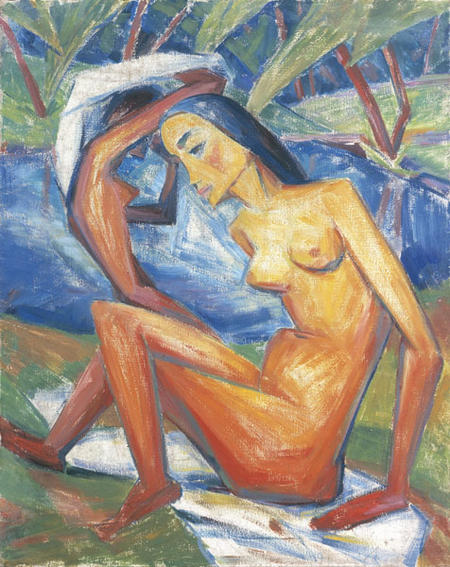
امرأتان، 1919
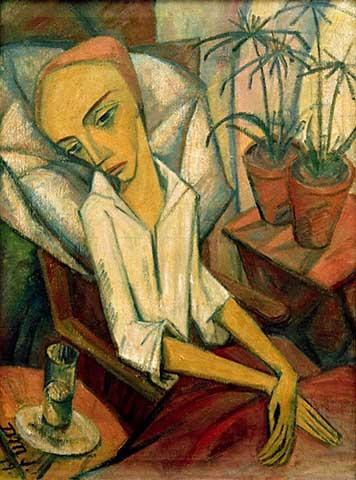
الطفلة المريضة، 1919
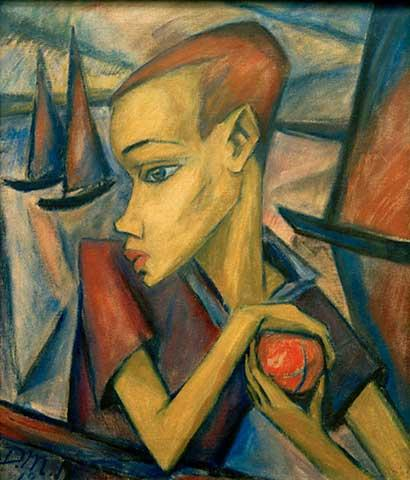
صبي مع كرة حمراء، 1919
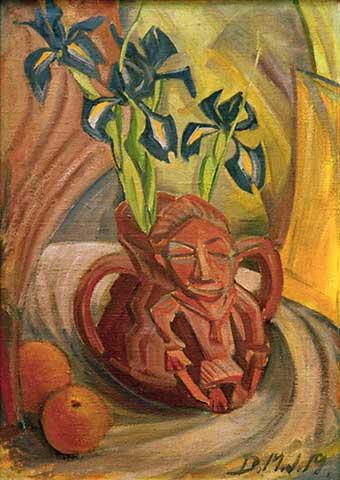
قزحية وسفينة عبادة، 1919
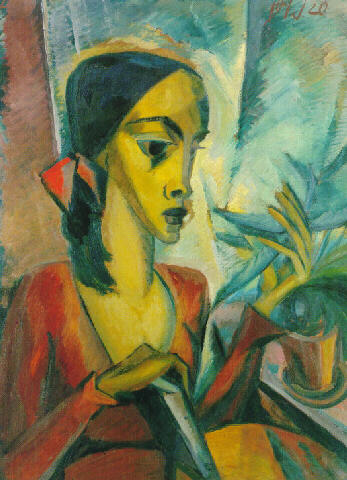
آن ماري، 1920
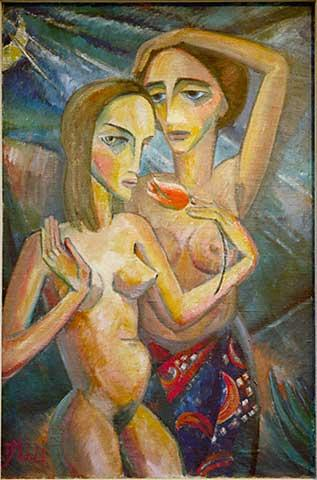
فتاتان مع الخزامى، 1921
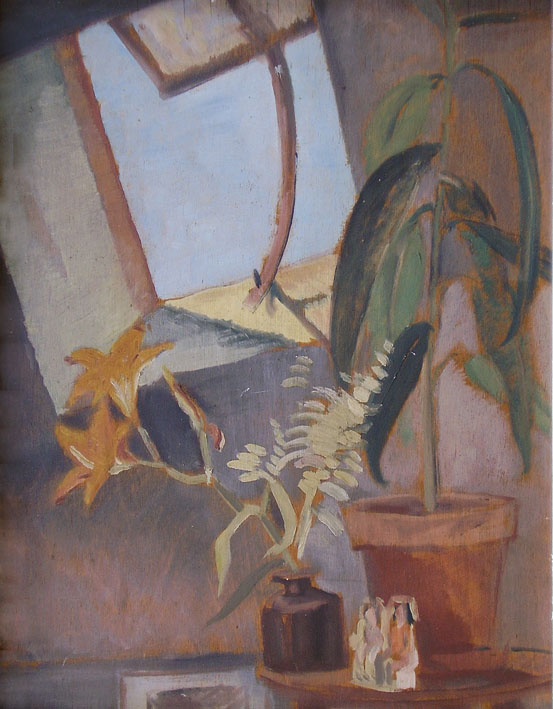
منور، 1922
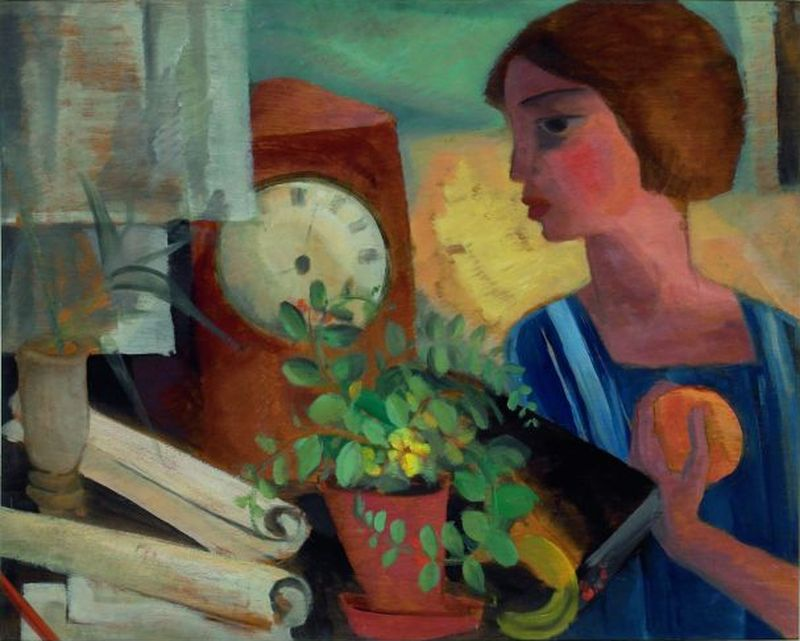
ميتزل جوهانسون، 1922
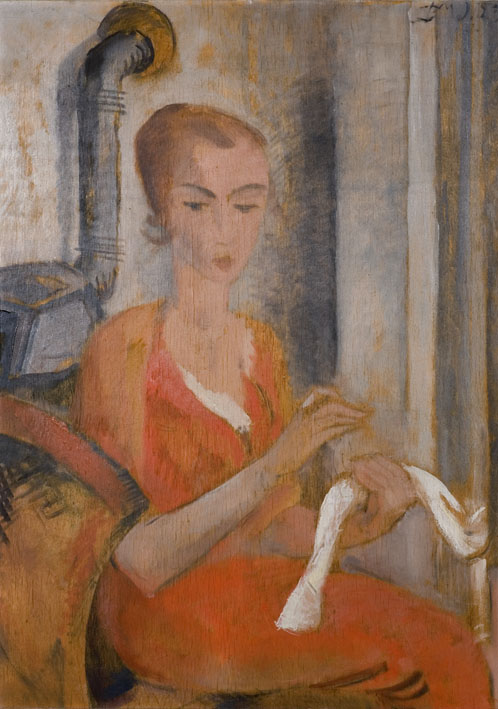
خياطة، 1923
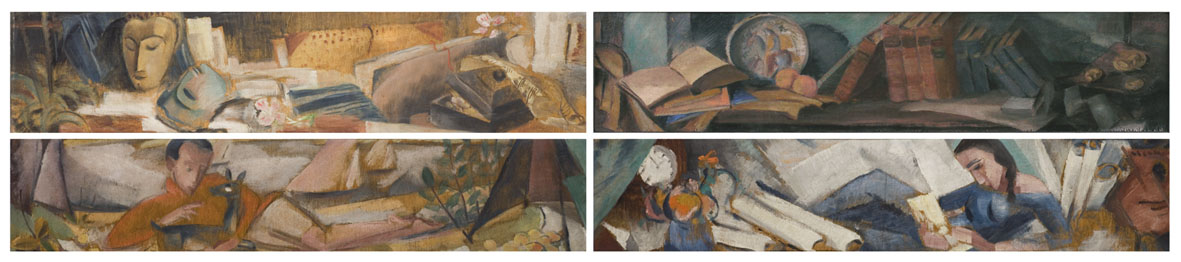
أربع دراسات عن الجداريات، 1923
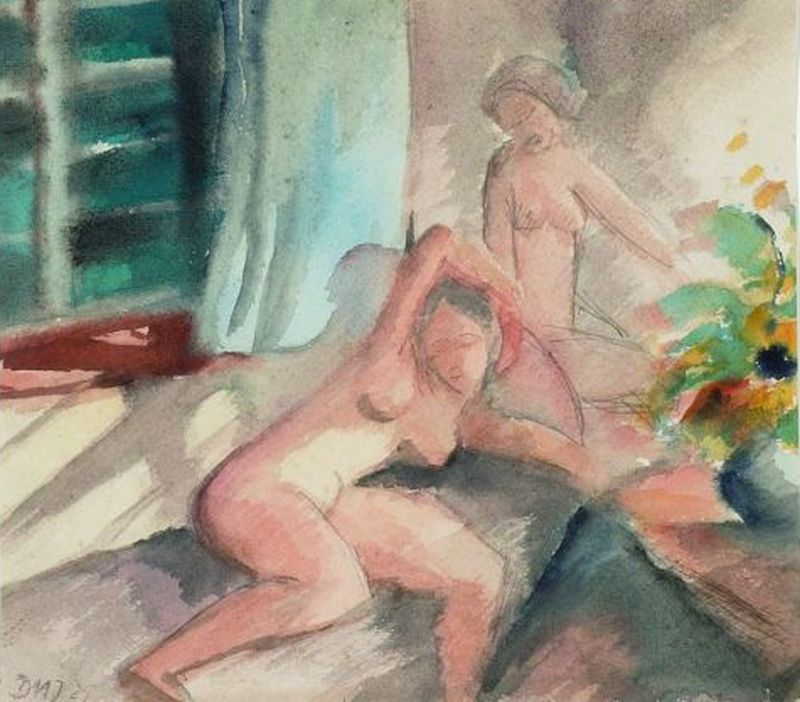
الملابس الداخلية النسائية، 1925
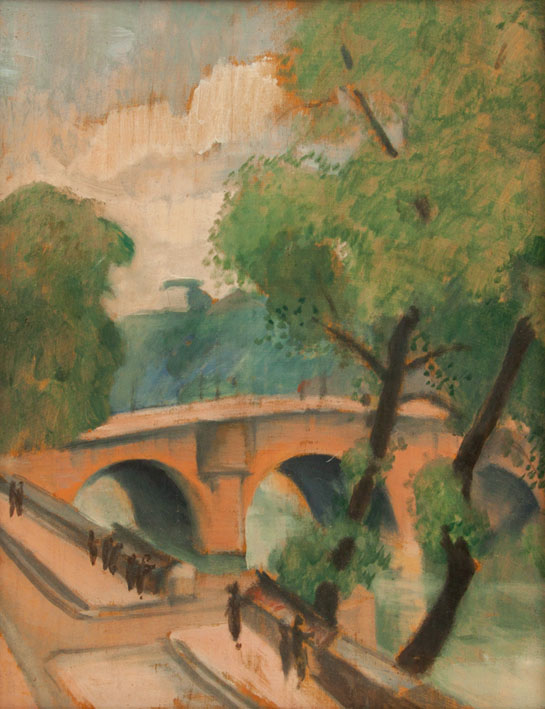
باريس، بونت نيوف، 1925
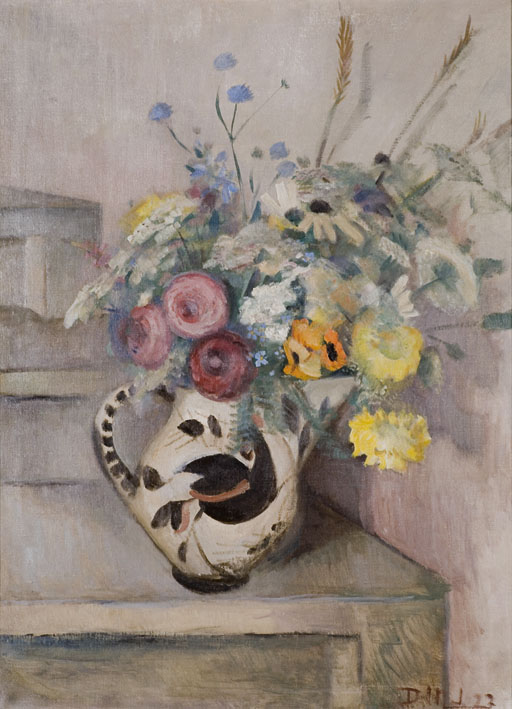
باقة الصيف، 1927
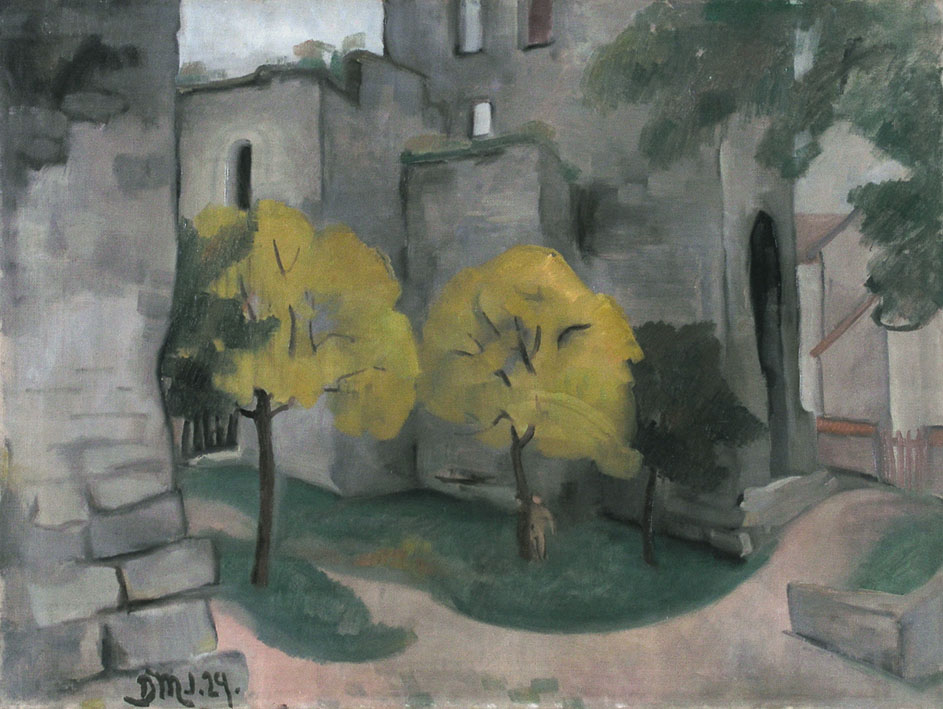
فيسبي - أشجار صفراء، 1929